# Nora van Liechtenstein

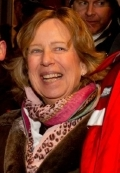
Prinses Nora van Liechtenstein

Norberta Elisabeth Maria Assunta Josefine Georgine (Zürich, 31 oktober 1950) is de zus van vorst Hans Adam II van Liechtenstein.
Nora van Liechtenstein werd geboren als vierde kind en enige dochter van de Liechtensteinse vorst Frans Jozef II en gravin Georgina von Wilczek. Sinds 1984 is ze lid van het Internationaal Olympisch Comité. Ze trouwde op 11 juni 1988 met de inmiddels overleden Spaanse markies Vicente Sartorius y Cabeza de Vaca.
Het echtpaar heeft één dochter:
- María Teresa Sartorius y de Liechtenstein (21 november 1992).